# Szczepin
Szczepin (niem. Tschepine) – osiedle we Wrocławiu, w granicach byłej dzielnicy Stare Miasto (podział Wrocławia na pięć dzielnic obowiązywał w latach 1952–1990) razem z osiedlami Stare Miasto i Przedmieście Świdnickie. W granicach miasta od 1808.

## Wieś (do 1808)

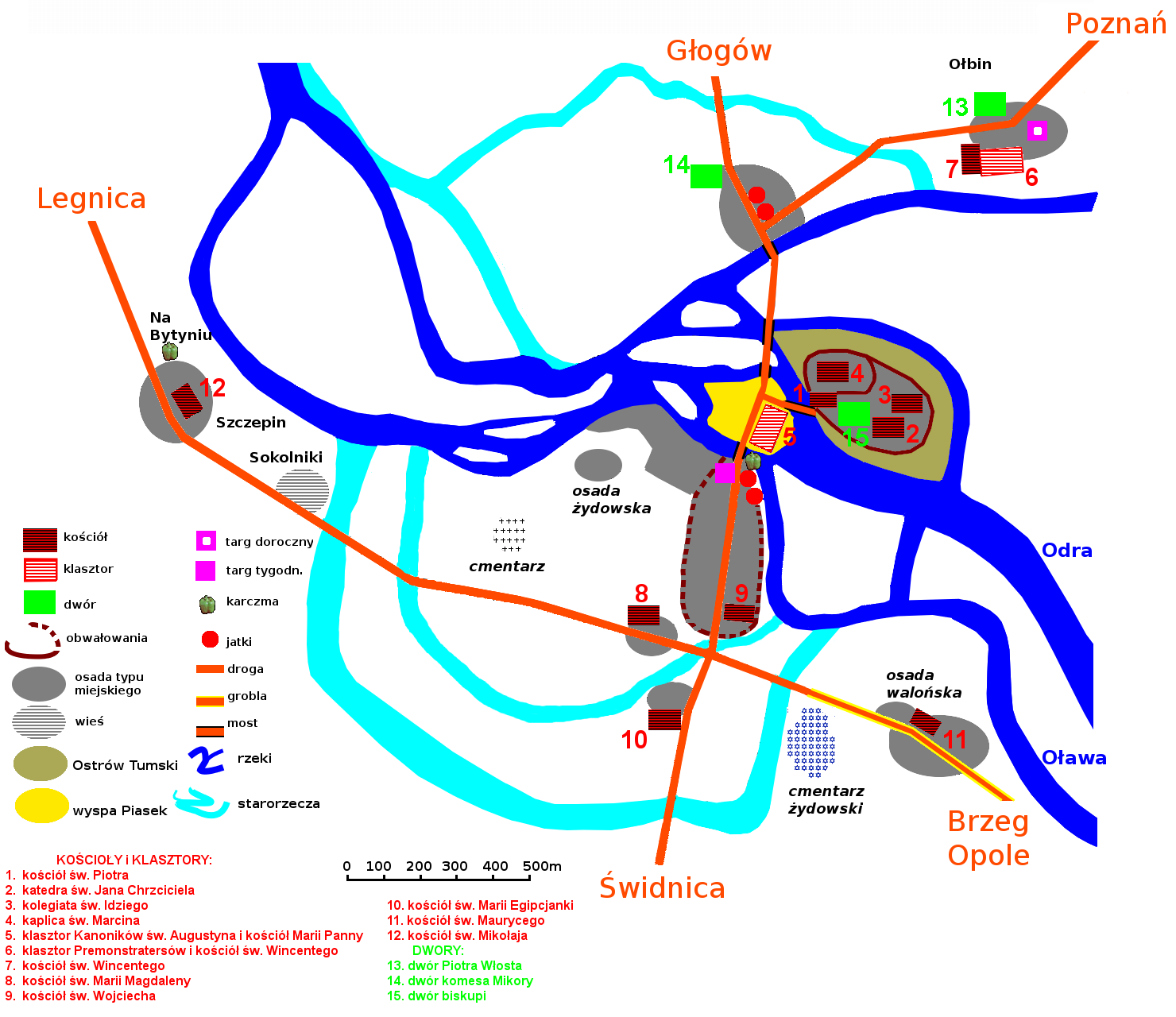
Położenie osad na terenie Przedmieścia Mikołajskiego w XII-XIII wieku

W średniowieczu wieś rybacka. Pierwszy raz wzmiankowana w 1203, był tam kościół św. Mikołaja. Od 1257 z nadania Henryka III Białego należała do klasztoru św. Klary. Cztery lata później podarował miastu pobliskie łąki, leżące w okolicy dzisiejszej ulicy Długiej, które przez wiele lat były przedmiotem sporu klasztoru z miastem.
W XVI w. wieś opisywana jest jako „długa, szeroka i czysta”. Długo mieszkała tu ludność polska, jeszcze w XVIII wieku okolica ta określana była jako Polnische Vorstadt (Przedmieście Polskie). Już wtedy istniały dwa najważniejsze trakty komunikacyjne:
- późniejsza Friedrich-Wilhelm-Straße (obecnie ulica Legnicka, oznaczona na planie Endlera z 1807 po prostu jako Nicolai Vorstadt)
- Lange Gasse (obecnie ulica Długa).

## Osiedle
Po zburzeniu murów miejskich na rozkaz Hieronima Bonaparte w 1808 do miasta zostały przyłączone przedmieścia, w tym także Przedmieście Mikołajskie (Nicolai Vorstadt). W jego skład wchodziły oprócz wsi Tschepine także osady Sokolniki i Nabycin, ale integracja z miastem była powolna i jeszcze w połowie XIX w. zabudowa osiedla miała charakter wiejski. Wyjątkiem była główna arteria komunikacyjna: Friedrich-Wilhelm-Straße (obecnie ulica Legnicka), wybrukowana i zabudowana kamienicami. Była to droga wylotowa na zachód miasta.
Sytuacja zmieniła się w połowie XIX wieku. Powstały dwa dworce kolejowe: w 1842 Świebodzki (Freiburger Bahnhof), a w 1844 Dolnośląsko-Marchijski (Niederschlesisch-Märkischer Eisenbahnhof); dzięki komunikacji kolejowej przemysł ciężki w tym rejonie zaczął szybko się rozwijać. 27 października 1856 uroczyście otwarto kolejową trasę Wrocław–Poznań, biegła ona na zachodniej granicy osiedla – wówczas także granicy miasta – w ten sposób Szczepin uzyskał połączenie na dwóch stacjach: Br.-Popelwitz oraz Br.-Nikolaitor (dzisiaj: Wrocław Popowice i Wrocław Mikołajów). Pomiędzy torami trasy berlińskiej a Berliner-Straße (obecnie ulica Braniborska) powstawały magazyny i warsztaty, bardziej na zachód, za Striegauer Platz (obecnie plac Strzegomski) rozwijała się dzielnica przemysłowa, m.in. zakłady Linke-Hoffman-Werke). Powstałe tu w drugiej połowie XIX wieku osiedle miejskie uważane było w swoim czasie za jedno z najpiękniejszych zakątków Wrocławia. W latach 1872–1882 został odbudowany katolicki kościół św. Mikołaja (St. Nikolai Kirche) w stylu neogotyckim wówczas najwyższy budynek w mieście. Od 1901 przez Friedrich-Wilhelm-Straße przebiega zelektryfikowana linia tramwajowa. W latach 1911–1913 wybudowano ewangelicki kościół Św. Pawła (Pauluskirche), z charakterystyczną wieżą, na miejscu dzisiejszego „Dolmedu”.
Jednym z powstałych w okresie międzywojennym modernistycznych osiedli było Siedlung Westend projektu Theo Effenbergera wybudowane w latach 1925–1929, w częściowo istniejące do dziś (w rejonie ulicy Słubickiej). W 1933 powstaje kolejny kościół katolicki pw. Chrystusa Króla przy Glogauer Str. (obecnie ulica Głogowska).
Niemal całkowicie zrównane z ziemią w czasie obrony Festung Breslau, osiedle już nigdy nie odzyskało przedwojennego blasku. Z czasów wojny pozostał wybudowany w 1942 Bunkier Strzegomski projektu Richarda Konwiarza. Oba kościoły: św. Mikołaja i św. Pawła zostały kompletnie zniszczone, rozebrane ostatecznie w latach 50. Na miejscu kościoła św. Mikołaja jest rozległy skwer – plac św. Mikołaja. Tutaj zatrzymał się ostatni atak wojsk radzieckich.

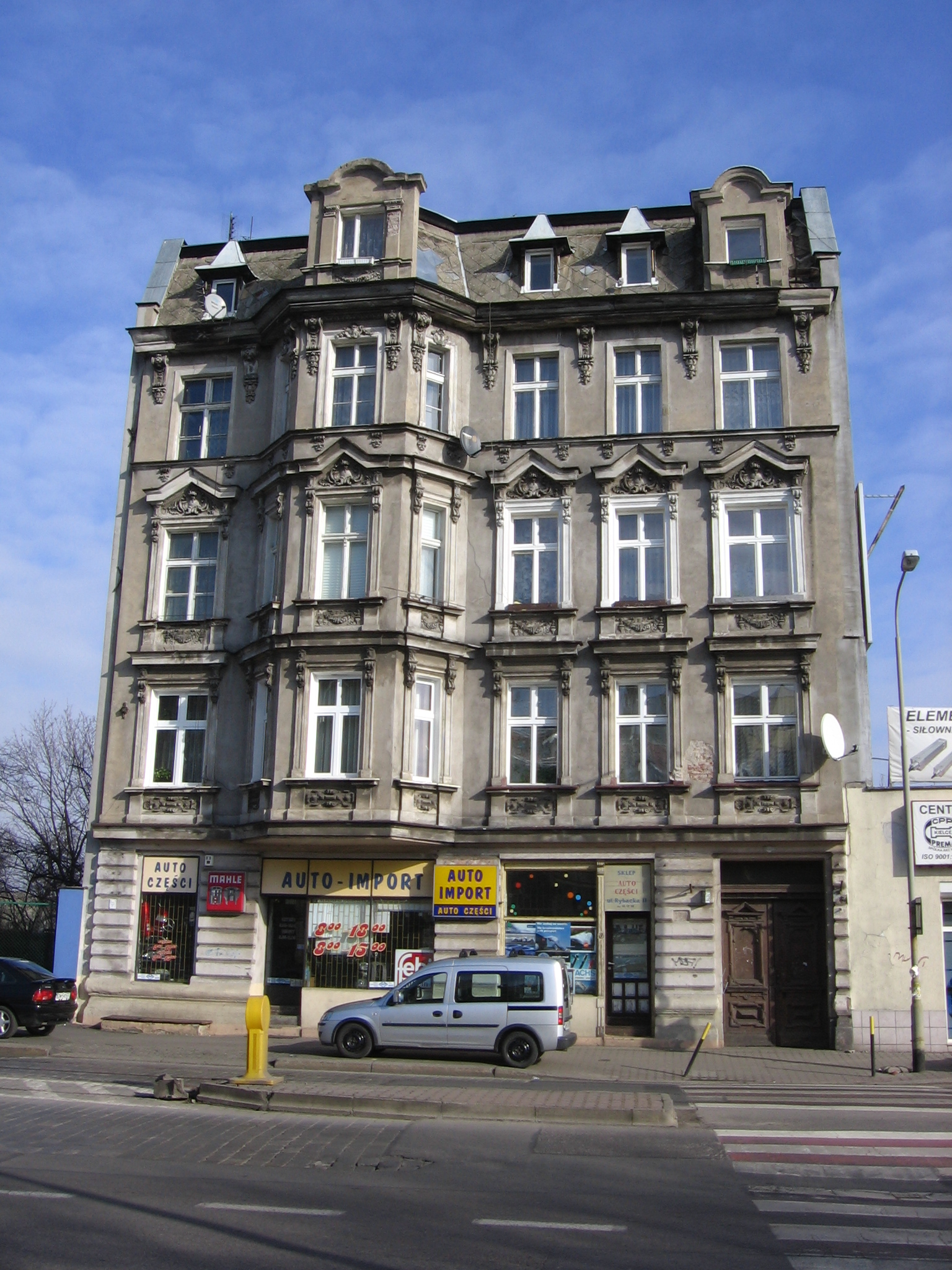
jedna z nielicznych zachowanych kamienic przedwojennego Szczepina

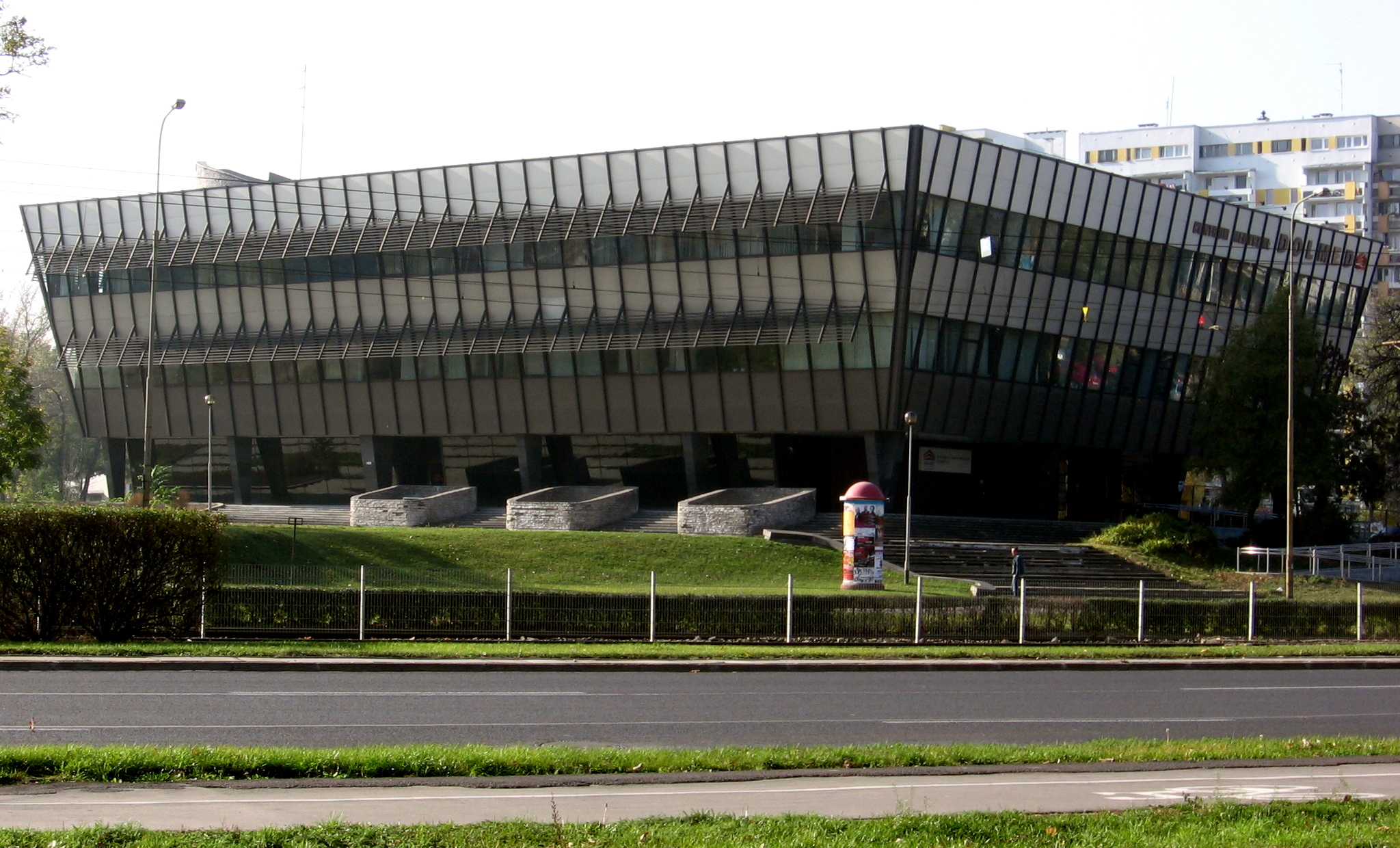
„Dolmed” przy ul. Legnickiej

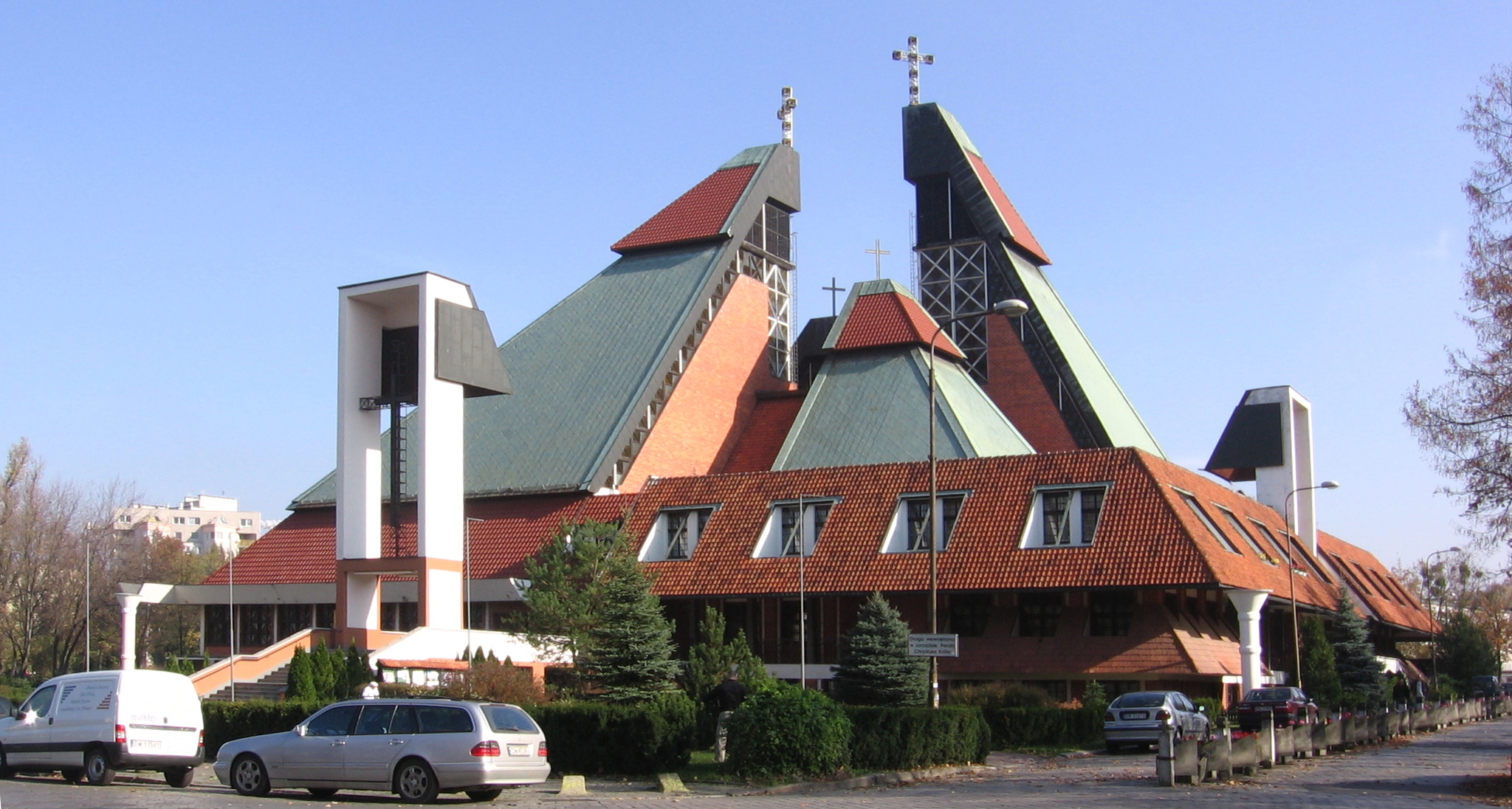
kościół Chrystusa Króla przy ul. Młodych Techników

Po wojnie Przemieście Mikołajskie zostało przemianowane na Szczepin. Aż do lat 60. spore obszary osiedla zajmowały sterty gruzu i ruiny. Po wojnie w latach 60. i 70. powstało osiedle wielorodzinnych bloków z wielkiej płyty. Powstaje nowoczesne i oryginalne w wyglądzie Centrum Diagnostyki Medycznej „Dolmed” (projekt z 1977). W połowie lat 80. zbudowano nowy kościół, przy ul. Młodych Techników – Chrystusa Króla.
Północną część osiedla zajmują ogródki działkowe (przed wojną były to tereny wojskowe), za nimi przy wiadukcie kolejowym trasy poznańskiej znajduje się teren sportowo-rekreacyjny – Górka Szczepińska (dawniej Zankholz Wiese). Na wschód od niej znajduje się teren giełdy samochodowej, obecnie przebudowywany na osiedle mieszkaniowe, a dalej, przy ulicy Długiej, supermarkety: Kaufland i OBI.
W 1997 w trakcie powodzi tysiąclecia osiedle położone na wysokości 116 m n.p.m. zalała woda, miejscami sięgająca dwóch metrów.
Na osiedlu znajdują się następujące placówki oświatowe:
- Zespół Szkół nr 1[14], ul. Słubicka 29/33 – dawniej Szkoła Ludowa (żeńska Volksschule 26[15]) zbudowana w 1910
- Zespół Szkół nr 18[16], ul. Młodych Techników 58–62 – dawniej Zespół Szkół Ludowych, wybudowany w latach 1900–1907
- Gimnazjum nr 28 im. Kawalerów Orderu Orła Białego[17] przekształcone w Szkołę Podstawową nr 14, ul. Zachodnia 2
- Szkoła Podstawowa nr 18, ul. Poznańska 26 – do 2018 roku nosiła im. Bolesława Drobnera
- Sportowa Szkoła Podstawowa nr 46[18] im. Polskich Olimpijczyków, ul. Ścinawska 21

Główne ulice i place na Szczepinie:
- pl. Jana Pawła II
- ul. Legnicka
- pl. Strzegomski
- pl. Solidarności
- ul. Zachodnia
- ul. Młodych Techników

Podobnie jak wszystkie osiedla znajdujące się w zachodniej części Wrocławia, Szczepin prawie w całości ma powojenną zabudowę. Sprzed 1945 roku do dziś istnieją:
- część osiedla Siedlung Westend wraz z Zespołem Szkół nr 1, przy ulicy Słubickiej
- Zespół Szkół nr 18 i kamienice przy pobliskiej ulicy Łęczyckiej
- bunkier projektu Konwiarza, przy placu Strzegomskim
- pozostałości dworca Dolnośląskiego oraz dworzec Świebodzki[19]
- kilka kamienic, m.in. przy ulicy Legnickiej i Rybackiej
- wiadukt na ulicy Długiej oraz obie stacje kolejowe: Mikołajów i Popowice
- willa przy ulicy Bolesławieckiej
- obiekty przemysłowe przy kolejowej trasie berlińskiej
- kamienice przy ulicy Podwale oraz gmach Akademii Muzycznej[20], w 1852 kupiony przez Schlesische Feuerversicherung Gesellschaft (Śląskie Towarzystwo Ubezpieczeń od Ognia, działające od 1848[21])
- budynek Zarządowi Regionu NSZZ „Solidarność”[22], dawniej Zigarettenfabrik der Familie Halpaus (Fabryka Papierosów Rodziny Halpaus), zbudowany w 1909